# Zurvan
Zurvan (sau Zurvan Akarana) este zeul primordial preteogonic, în mitologia iraniană, simbolizând timpul inert și infinit, din care s-au născut cele două principii contrare (binele și răul) ale dualismului din Avesta. 
După nenumărate sacrificii făcute în sine, din dorința sa de a dobândi un urmaș, în cele din urmă Zurvan se îndoiește de valoarea sacrificiilor; abia astfel timpul se fructifică, materializându-se instantaneu în cele două principii esențiale. Din îndoiala lui Zurvan se naște principiul răului - zeul Angra Maynu, iar din gestul sacrificiilor efectuate, Ahura Mazda sau principiul binelui și totodată unicul creator al universului. Doctrina sectei zurvanite târzii consideră că cei doi zei (Ahura-Mazda și Angra-Mainyu) au fost cele două principii vizibile prin care s-a manifestat dintru început principiul primordial al timpului infinit: Zurvan Akarana. 
Zurvan este de fapt divinitatea hermafrodită integrală - timpul etern în sine - care se autoparcelează, iar astfel limitează durata prezenței răului în univers și a luptei între bine și rău (prezența lui Angra-Mainyu - 3 milenii, lupta - 12 milenii), după care răul este anulat și viitorul i se atribuie numai lui Ahura-Mazda. Atunci, opera lui Zurvan (timpul limitat) se va resorbi în eternitate (timpul fără limite). 
În maniheism, Zurvan a devenit zeul suprem.